# Merostachys pilifera
Merostachys pilifera är en gräsart som beskrevs av Tatiana Sendulsky. Merostachys pilifera ingår i släktet Merostachys och familjen gräs. Inga underarter finns listade i Catalogue of Life.